# Nghĩa Hưng
Nghĩa Hưng là một huyện ven biển nằm ở phía nam tỉnh Nam Định, Việt Nam.

## Địa lý

### Vị trí địa lý
Huyện Nghĩa Hưng nằm ở phía nam của tỉnh Nam Định, cách thành phố Nam Định 45 km về phía nam, cách trung tâm thủ đô Hà Nội 135 km về phía đông nam, có vị trí địa lý:
- Phía đông giáp huyện Nam Trực, huyện Hải Hậu và huyện Trực Ninh
- Phía tây giáp huyện Kim Sơn và huyện Yên Khánh thuộc tỉnh Ninh Bình
- Phía nam giáp vịnh Bắc Bộ
- Phía bắc giáp huyện Vụ Bản và huyện Ý Yên.

Huyện Nghĩa Hưng nằm lọt giữa ba con sông: Sông Đào, Sông Đáy và Sông Ninh Cơ. Đây cũng là huyện có đường bờ biển ngắn nhất trong số các huyện ven biển của tỉnh Nam Định.

### Diện tích và dân số
Diện tích: 250,47 km².
Dân số: 175.786 người (năm 2020), 48,9% theo đạo Thiên Chúa .
Mật độ dân số: 702 người/km².

### Điều kiện tự nhiên
Địa hình đồng bằng. Đất phù sa màu mỡ. Sông Ninh Cơ, sông Đáy chảy qua. Có bờ biển ở phía nam huyện.
Nghĩa Hưng nằm trong vùng bờ biển thuộc vùng Nam đồng bằng sông Hồng. Huyện có chiều dài bờ biển 12 km, phía tây giới hạn bởi sông Đáy, ranh giới phía đông là sông Ninh Cơ. Vùng tiếp giáp với cửa sông Ninh Cơ là các bãi cát, các đụn cát và đầm nước mặn. phía đông khu vực là các đầm nuôi trồng thủy sản. Dọc sông Ninh Cơ có các ruộng muối. Phía ngoài con đê chính có các bãi ngập triều với diện tích khoảng 3.500 ha. Cách bờ biển 5 km có 2 đảo cát nhỏ có diện tích 25 ha với các đụn cát và một số đầm nước mặn phía nam. Rừng phòng hộ ven biển Nghĩa Hưng (vùng chuyển tiếp thuộc các xã: Phúc Thắng, Nghĩa Hải, Nghĩa Lợi; vùng sinh quyển thuộc thị trấn Rạng Đông, xã Nam Điền) đã được UNESCO đưa vào danh sách địa danh thuộc khu dự trữ sinh quyển đồng bằng sông Hồng.
Là một huyện thuần nhất đồng bằng ven biển, Nghĩa Hưng thuận lợi phát triển kinh tế nông nghiệp đa dạng.

## Lịch sử
Tên gọi Nghĩa Hưng vốn là tên phủ được đặt thời Lê Thánh Tông, phủ Nghĩa Hưng này nằm ở phía đông nam trấn Sơn Nam, có 4 huyện: Đại Án, Vọng Doanh (sau đổi là Phong Doanh từ năm 1822), Thiên Bản (nay là huyện Vụ Bản), Ý Yên.
Thời Bắc thuộc, đây là huyện Đại Ác (gọi theo tên cửa biển Đại Ác hoặc Đại Nha, Ác và Nha đều có nghĩa là con quạ, tức cửa Liêu). Sử chép năm 571 Triệu Việt Vương tự vẫn ở cửa Đại Nha; năm 979 quân Chiêm Thành qua cửa Đại Ác và cửa Tiểu Khang vào đánh nước Việt.
Năm Minh Đạo thứ ba (tháng 2 năm 1044), Lý Thái Tông đi đánh Chiêm Thành về qua cửa Đại Ác, cho đổi tên Đại Ác thành Đại An.
Thời thuộc Nhà Minh đổi là huyện Đại Loan, thuộc phủ Kiến Bình.
Nhà Lê sơ lấy lại tên cũ là Đại An đặt thuộc phủ Nghĩa Hưng (1469).
Từ năm Gia Long thứ hai đặt thuộc Thanh Hoa ngoại trấn (Ninh Bình), từ Gia Long 5 (1806) lại thuộc phủ Nghĩa Hưng.
Sau Cách mạng tháng Tám, phủ Nghĩa Hưng đổi thành huyện Nghĩa Hưng thuộc tỉnh Nam Định, gồm 22 xã: Nghĩa Bình, Nghĩa Châu, Nghĩa Đồng, Nghĩa Hải, Nghĩa Hòa, Nghĩa Hoàng, Nghĩa Hồng, Nghĩa Hùng, Nghĩa Lạc, Nghĩa Lâm, Nghĩa Lợi, Nghĩa Minh, Nghĩa Nam, Nghĩa Phong, Nghĩa Phú, Nghĩa Sơn, Nghĩa Tân, Nghĩa Thái, Nghĩa Thắng, Nghĩa Thành, Nghĩa Thịnh, Nghĩa Trung.
Năm 1953, sáp nhập các xã ở phía bắc sông Đào vào huyện Ý Yên.
Ngày 25 tháng 4 năm 1961, sáp nhập xã Trực Hòa thuộc huyện Trực Ninh vào huyện Nghĩa Hưng và đổi tên thành xã Nghĩa Hiệp.
Ngày 19 tháng 8 năm 1964, sáp nhập thôn Đắc Thắng Hạ thuộc xã Nghĩa Minh vào xã Nghĩa Nam, sáp nhập các thôn Chương Nghĩa và Tràng Khê thuộc xã Nghĩa Minh vào xã Nghĩa Châu, sáp nhập các thôn Đông Ba Thượng và Thượng Kỳ thuộc xã Nghĩa Hoàng vào xã Nghĩa Minh, sáp nhập thôn Phù Sa Hạ thuộc xã Nghĩa Nam vào xã Nghĩa Hoàng.
Từ năm 1965, sau khi tỉnh Nam Định sáp nhập với Hà Nam thành tỉnh Nam Hà, Nghĩa Hưng thuộc tỉnh Nam Hà.
Ngày 27 tháng 2 năm 1965, Bộ Nội vụ ban hành Quyết định số 64-NV thành lập xã Nghĩa Phúc thuộc huyện Nghĩa Hưng.
Ngày 30 tháng 6 năm 1965, Bộ Nội vụ ban hành Quyết định số 239-NV thành lập thị trấn nông trường Rạng Đông thuộc huyện Nghĩa Hưng.
Ngày 27 tháng 8 năm 1971, hai xã Nghĩa Hoàng và Nghĩa Nam hợp nhất thành xã Hoàng Nam.
Ngày 23 tháng 2 năm 1974, sáp nhập thôn Bình A của xã Nghĩa Minh vào xã Nghĩa Thịnh, sáp nhập xóm Vân Cù của xã Nghĩa Bình vào xã Nghĩa Tân, sáp nhập xóm Bốn Mươi của xã Nghĩa Phong vào xã Nghĩa Bình, sáp nhập ba xóm Sĩ Hưng, Sĩ Thịnh, Sĩ Phú (thôn Sĩ Lam Nam) và xóm Phú Giáo (thôn Văn Giáo) của xã Nghĩa Hùng vào xã Nghĩa Hải.
Năm 1975, huyện Nghĩa Hưng thuộc tỉnh Hà Nam Ninh do tỉnh Nam Hà sáp nhập với tỉnh Ninh Bình.
Ngày 23 tháng 2 năm 1977, sáp nhập thôn Thắng Hạ của xã Hoàng Nam vào xã Nghĩa Châu, sáp nhập thôn Đại Đê của xã Nghĩa Hiệp và thôn Tân Liêu của xã Nghĩa Trung vào xã Nghĩa Sơn.
Ngày 27 tháng 3 năm 1978, thành lập xã Nam Điền thuộc vùng kinh tế mới.
Ngày 13 tháng 2 năm 1987, Hội đồng Bộ trưởng ra Quyết định số 26-HĐBT thành lập thị trấn Liễu Đề, thị trấn huyện lỵ huyện Nghĩa Hưng trên cơ sở toàn bộ diện tích tự nhiên và dân số của xã Nghĩa Hiệp cùng với 26,8 ha diện tích tự nhiên của xã Nghĩa Trung; đồng thời, đổi tên thị trấn nông trường Rạng Đông thành thị trấn Rạng Đông.
Năm 1991, huyện Nghĩa Hưng lại thuộc tỉnh Nam Hà vừa tái lập.
Ngày 6 tháng 11 năm 1996, huyện Nghĩa Hưng thuộc tỉnh Nam Định vừa tái lập như hiện nay.
Ngày 19 tháng 11 năm 2007, Chính phủ ban hành Quyết định số 171/2007/NĐ-CP thành lập thị trấn Quỹ Nhất trên cơ sở toàn bộ 546,49 ha diện tích tự nhiên và 6.274 nhân khẩu của xã Nghĩa Hoà.
Ngày 1 tháng 2 năm 2020, sáp nhập xã Nghĩa Phúc và Nghĩa Thắng thành xã Phúc Thắng.
Ngày 23 tháng 7 năm 2024, Ủy ban Thường vụ Quốc hội ban hành Nghị quyết số 1104/NQ-UBTVQH15 về việc sắp xếp đơn vị hành chính cấp huyện, cấp xã trên địa bàn tỉnh Nam Định (nghị quyết có hiệu lực từ ngày 1 tháng 9 năm 2024). Theo đó:
- Sáp nhập 3 xã Nghĩa Đồng, Nghĩa Minh và Nghĩa Thịnh thành xã Đồng Thịnh.
- Sáp nhập 2 xã Nghĩa Bình và Nghĩa Tân vào thị trấn Quỹ Nhất.

Huyện Nghĩa Hưng có 3 thị trấn và 17 xã như hiện nay.

## Hành chính
Huyện Nghĩa Hưng có 20 đơn vị hành chính cấp xã trực thuộc, bao gồm 3 thị trấn: Liễu Đề (huyện lỵ), Quỹ Nhất, Rạng Đông và 17 xã: Đồng Thịnh, Hoàng Nam, Nam Điền, Nghĩa Châu, Nghĩa Hải, Nghĩa Hồng, Nghĩa Hùng, Nghĩa Lạc, Nghĩa Lâm, Nghĩa Lợi, Nghĩa Phong, Nghĩa Phú, Nghĩa Sơn, Nghĩa Thái, Nghĩa Thành, Nghĩa Trung, Phúc Thắng.
Danh sách các đơn vị hành chính thuộc huyện Nghĩa Hưng
| Tên          | Dân số (người) | Diện tích |
| ------------ | -------------- | --------- |
| Thị trấn (3) |                |           |
| Liễu Đề      | 6.254          | 4,18 km²  |
| Quỹ Nhất     | 16.912         | 19,96 km² |
| Rạng Đông    | 5.882          | 13,1 km²  |
| Xã (21)      |                |           |
| Đồng Thịnh   | 20.393         | 19,95 km² |
| Nghĩa Châu   | 8.466          | 7,72 km²  |
| Nghĩa Thái   | 9.281          | 7,71 km²  |
| Hoàng Nam    | 9.201          | 10,55 km² |
| Nghĩa Trung  | 8.561          | 6,60 km²  |
| Nghĩa Sơn    | 14.928         | 15,33 km² |

| Tên         | Dân số (người) | Diện tích |  |
| ----------- | -------------- | --------- |  |
| Nghĩa Lạc   | 10.354         | 11,58 km² |  |
| Nghĩa Hồng  | 9.901          | 8,69 km²  |  |
| Nghĩa Phong | 8.361          | 9,63 km²  |  |
| Nghĩa Phú   | 9.964          | 10,92 km² |  |
| Nghĩa Thành | 8.656          | 7,26 km²  |  |
| Nghĩa Lâm   | 7.446          | 6,01 km²  |  |
| Nghĩa Hùng  | 7.542          | 7,77 km²  |  |
| Nghĩa Lợi   | 5.810          | 5,45 km²  |  |
| Nghĩa Hải   | 14.808         | 14,27 km² |  |
| Phúc Thắng  | 8.862          | 11,89 km² |  |
| Nam Điền    | 5.968          | 7,13 km²  |  |

## Kinh tế
Là địa phương có bờ biển và diện tích nuôi, trồng thủy hải sản lớn nhất tỉnh Nam Định, thời gian qua huyện Nghĩa Hưng đã phát huy tốt tiềm năng, đưa lĩnh vực thủy sản, kinh tế biển trở thành mũi nhọn kinh tế, tác động tích cực nâng cao thu nhập, đời sống người dân vùng ven biển... Nghĩa Hưng đã tập trung phát triển kinh tế biển theo hướng đồng bộ, có trọng tâm, trọng điểm vào các lĩnh vực có lợi thế như: khai thác tài nguyên biển, vùng ven biển, đánh bắt, nuôi trồng và chế biến thủy sản.
Giai đoạn 2015 - 2020, tại huyện Nghĩa Hưng, giá trị sản xuất ngành thủy sản bình quân tăng trên 6,26%, tổng diện tích nuôi thủy sản 2.450ha, sản lượng đạt bình quân 38.150 tấn/năm. Đến năm 2020, toàn huyện Nghĩa Hưng có 485 phương tiện khai thác, trong đó có gần 200 tàu công suất từ 300CV trở lên. Sản lượng khai thác đạt bình quân 18.580 tấn/năm. Khai thác thủy sản được duy trì và từng bước nâng cao năng lực khai thác xa bờ gắn với bảo vệ chủ quyền biển, đảo của Tổ quốc...
Hiện nay kinh tế Nghĩa Hưng đang chuyển dịch theo hướng công nghiệp hóa - hiện đại hóa, tiểu biểu như huyện đã cho phép xây dựng khu công nghiệp Dệt may Rang Đông có quy mô 600 ha tại thị trấn Rạng Đông và các xã lân cận tạo việc làm cho trên 40.000 lao động.
Cơ cấu kinh tế năm 2018 của huyện Nghĩa Hưng: Nông-lâm-ngư nghiệp chiếm 28,1%. Công nghiệp- xây dựng chiếm 37,1%. Dịch vụ chiếm 34,9%. Tổng thu ngân sách nhà nước đạt 1.006 tỷ đồng. Thu nhập bình quân đầu người của huyện trong năm 2018 đạt 1.880 USD, tương đương hơn 43 triệu đồng.
Ngoài ra, ngành nông nghiệp của huyện với trồng lúa, khoai, lạc, đay, cói, nuôi vịt, lợn. Đánh bắt và chế biến hải sản, sản xuất muối,đóng tàu cũng là một tiềm năng mới.

## Giao thông
Nghĩa Hưng có quốc lộ 21B, quốc lộ 37B và các đường tỉnh lộ 55, 508, 493 chạy qua. Đây cũng là địa phương có dự án Đường cao tốc Ninh Bình – Hải Phòng đi qua.
Nằm dài bên bờ hai sông lớn và với mạng lưới sông ngòi dày đặc, Nghĩa Hưng thuận lợi phát triển giao thông thủy.
Tháng 5/2020, Cầu Thịnh Long chính thức được thông xe sau hơn 2 năm thi công. Cầu Thịnh Long có tổng chiều dài toàn tuyến 2,36 km, (điểm đầu thuộc địa phận xã Hải Châu, huyện Hải Hậu, điểm cuối thuộc địa phận xã Nghĩa Bình, huyện Nghĩa Hưng). Mặt cầu rộng 12m với 2 làn xe cơ giới và 2 làn thô sơ. Vận tốc thiết kế 80 km/h. Dự án có tổng mức đầu tư 1.158 tỷ đồng, gồm vốn vay từ Quỹ Hợp tác phát triển kinh tế Hàn Quốc (EDCF) là 970,176 tỷ đồng và 187,926 tỷ đồng vốn đối ứng của Chính phủ Việt Nam. Cây cầu hiện đại nối liền hai bờ Sông Ninh Cơ, nơi đã hình thành các khu công nghiệp với các nhà máy đóng tàu lớn. Cảng biển Thịnh Long nằm gần cửa biển Lạch Giang được quy hoạch là cảng nước sâu, Nhà máy Nhiệt điện Nam Định I, khu nghỉ mát Thịnh Long... Cầu Thịnh Long đi vào khai thác cũng sẽ góp phần nâng cao khả năng kết nối tỉnh Nam Định với các tỉnh trong khu vực trên tuyến đường ven biển như Quảng Ninh, Hải Phòng, Thái Bình, Ninh Bình, Thanh Hóa; giúp địa phương tiết giảm chi phí cho các phương tiện vận tải so với hiện nay.
Ngày 19/11/2020, dự án kênh đào nối Sông Đáy và Sông Ninh Cơ chính động thổ trên địa bàn xã Nghĩa Sơn. Dự án có tổng vốn đầu tư 107 triệu USD, trong đó vốn vay ODA của Ngân hàng Thế giới là 78,74 triệu USD, vốn đối ứng của Chính phủ là 28,45 triệu USD. Dự kiến giữa năm 2022 dự án sẽ hoàn thành, đưa vào sử dụng. Sau khi hoàn thành, tuyến kênh này đáp ứng phương tiện thủy có trọng tải đến 2.000 tấn đầy tải và 3.000 tấn giảm tải lưu thông.
Trên địa bàn huyện Nghĩa Hưng có tuyến đường bộ ven biển chạy qua. Tuyến đường có tổng chiều dài 65,6 km, đi qua 3 huyện Giao Thủy, Hải Hậu và Nghĩa Hưng, đoạn qua huyện Nghĩa Hưng có chiều dài khoảng 11 km . Dự án có tổng mức đầu tư 2.655 tỉ đồng, vận tốc thiết kế 80 km/h với 2 làn xe cơ giới, mặt đường rộng 11m. Được khởi công vào tháng 9 năm 2020, tuyến đường góp phần khai thác tối đa tiềm năng du lịch biển của tỉnh như khu du lịch dự trữ sinh quyển thế giới Vườn quốc gia Xuân Thủy, khu du lịch biển Quất Lâm (huyện Giao Thủy), Cồn Mờ (huyện Nghĩa Hưng), khu du lịch biển Thịnh Long (huyện Hải Hậu)...

## Giáo dục
Huyện Nghĩa Hưng là một địa phương có truyền thống dạy tốt học tốt, góp phần không nhỏ vào những thành tựu chung của "mảnh đất học" Nam Định trong nhiều năm qua. Trên toàn huyện hiện có 5 trường trung học phổ thông và 1 trung tâm giáo dục thường xuyên thuộc Sở GD&ĐT tỉnh Nam Định  bao gồm:
- Trường THPT A Nghĩa Hưng (thị trấn Liễu Đề)
- Trường THPT B Nghĩa Hưng (thị trấn Quỹ Nhất)
- Trường THPT C Nghĩa Hưng (thị trấn Rạng Đông)
- Trường THPT Nghĩa Minh (xã Đồng Thịnh)
- Trường THPT Trần Nhân Tông (xã Nghĩa Phong)
- Trung tâm giáo dục thường xuyên Nghĩa Tân (thị trấn Quỹ Nhất)

Ngoài ra còn có 25 trường trung học cơ sở, 23 trường tiểu học và 24 trường mầm non thuộc Phòng GD&ĐT huyện Nghĩa Hưng phân bố đều tại các xã, thị trấn.

## Văn hóa - Du lịch
Ngày 6 Tết âm lịch hàng năm, ở thị trấn Liễu Đề, có phiên chợ Xuân truyền thống. 
Ngày 7 Tết âm lịch hàng năm có chợ viềng Hải Lạng - Xã Đồng Thịnh.
Về du lịch, Nghĩa Hưng có khu du lịch sinh thái nghỉ dưỡng Rạng Đông, khu dự trữ sinh quyển châu thổ sông Hồng, đình Hưng Lộc, chùa Hạ Kỳ (xã Đồng Thịnh), đền thờ Phạm Văn Nghị (xã Nghĩa Lâm), đền thờ Doãn Khuê (xã Nghĩa Thành)...

## Danh nhân nổi tiếng
Nghĩa Hưng là vùng đất sản sinh ra nhiều nhà khoa bảng trong thời phong kiến và những danh nhân, người nổi tiếng có tầm ảnh hưởng lớn ở Việt Nam trong thời hiện đại. Có thể kể đến:

### Thời phong kiến
1. Vũ Triệt Võ (1460 - ?): Quê xã Đào Lạng, huyện Đại An nay thuộc xã Nghĩa Thái, đỗ Đệ nhị giáp Tiến sĩ xuất thân (Hoàng giáp) khoa Đinh Mùi niên hiệu Hồng Đức 18(1487) đời Lê Thánh Tông, làm quan đến chức Hình bộ Tả thị lang.
2. Trần Hữu Thành (1558 - ?): Quê xã Đào Lạng, huyện Đại An nay thuộc xã Nghĩa Thái, đỗ Đệ nhị giáp Tiến sĩ xuất thân (Hoàng giáp) khoa Bính Tuất niên hiệu Đoan Thái 2(1586) đời Mạc Mậu Hợp, được bổ chức Trấn đông tướng quân, rồi Đề hình Giám sát Ngự sử.
3. Đồng Công Viện (1681 - ?): Quê xã Hải Lạng, huyện Đại An nay là thôn Hải Lạng, xã Đồng Thịnh, đỗ Đệ tam giáp đồng Tiến sĩ xuất thân khoa Nhâm Thìn niên hiệu Vĩnh Thịnh 8(1712) đời Lê Dụ Tông, làm quan đến chức Giám sát Ngự sử.
4. Vũ Công Tế (1687 - 1745): Quê xã Đào Khê, huyện Đại An nay thuộc xã Nghĩa Thái, đỗ Hội nguyên, Đình nguyên, Đệ nhất giáp tiến sĩ cập đệ đệ tam danh (Thám hoa) khoa Mậu Tuất niên hiệu Vĩnh Thịnh 14 (1718) đời Lê Dụ Tông, làm quan đến Tả thị lang, tước Tô Xuyên bá, thuỵ là Mặc Hiên.
5. Vũ Huy Trác (1730 - 1793): Quê xã Lộng Điền, huyện Đại An nay là thôn Lộng Điền, xã Đồng Thịnh, đỗ Đệ tam giáp đồng Tiến sĩ xuất thân khoa Nhâm Thìn niên hiệu Cảnh Hưng 33(1772) đời Lê Hiển Tông. Năm 1788 ông giữ chức Lễ bộ Tả thị lang, kiêm Quốc tử giám Tư nghiệp, Giám quân đạo Sơn Nam. Đến thời Tây Sơn ông về quê dạy học. Ông nổi tiếng giỏi văn chương, người đường thời tôn vinh ông là "Thần phú". Tác phẩm của ông có Giang nam lão phố thi tập, Nam Chân nhân vật khảo, Nhất thân thường hành quốc âm ca, Liêu Động di biên (chuyển thể 10 bài ca dao chữ Hán của Trần Nhật Duật thành 10 bài phú Nôm).
6. Vũ Diệm (Thế kỷ XIX): Quê xã Lộng Điền, huyện Đại An nay là thôn Lộng Điền, xã Đồng Thịnh, đỗ Phó bảng khoa Giáp Thìn niên hiệu Thiệu Trị 4(1844), làm quan Bố chánh Hải Dương, thăng Hình bộ Tả thị lang. Sau về nghỉ. Tác phẩm của ông có Lộng Điền Vũ Tiến sĩ thi tuyển.
7. Đinh Văn Chất (1843-1887) tên chữ Giả Phu, hiệu là Trực Hiên đậu tú tài năm Tự Đức Đinh mão, đậu Hoàng Giáp Tiến sĩ năm Tự Đức Ất Hợi 1875. Sử sách ghi lại Ông quê làng Kim Khê, Nghệ An nhưng cuộc đời gắn liền với vùng đất Nghĩa Hưng. Năm Hàm Nghi thứ nhất, Ông được bổ làm Tri phủ Nghĩa Hưng nổi tiếng liêm cán, tấu xét tự dân không nhiễu, gặp việc thực hành thưởng kim khánh vàng đỏ trên mặt có khắc bốn chữ "Liêm Bình Cần Cán". Năm 1883, Pháp chiếm được thành Nam Định, kéo binh thuyền đánh phủ Nghĩa Hưng. Ông đào hào trồng chuối bầy quân nghiêm chỉnh ngồi giữa công đường thề cùng Phủ Thành sống chết với Giặc. Quan binh Pháp tiến đánh và dụ hàng nhiều lần không được phải lui quân. Sau hưởng ứng phong trào Cần Vương, Ông chiêu tập nghĩa quân chống quân Pháp và triều đình tay sai, cuối cùng do lực lượng không cân sức cuộc khởi nghĩa thất bại. Ông bị giặc bắt và sát hại. Ngày nay để ghi nhớ công lao của Ông tại thành phố Vinh có đặt tên một con đường mang tên Ông - đường Đinh Văn Chất.

### Thời hiện đại

#### Chính trị
1. Đoàn Hồng Phong (sinh 1963): Quê thị trấn Quỹ Nhất. Ông từng giữ chức Chủ tịch Tỉnh Nam Định từ năm 2014 - 2015; Bí thư Tỉnh ủy tỉnh Nam Định nhiệm kỳ 2015-2021; Ủy viên Trung ương Đảng khóa XII, XIII; Tổng Thanh tra Chính phủ Việt Nam nhiệm kỳ từ năm 2021 đến nay.

#### Kinh doanh
1. Lê Trung Nam (sinh 1977): Quê thị trấn Liễu Đề. Ông là tổng giám đốc công ty cổ phần Dược phẩm Hoa Thiên Phú

#### Nghệ thuật
1. Ca sĩ Nhật Thủy (sinh 1991): Quê xã Nghĩa Phú. Quán quân cuộc thi Việt Nam Idol (mùa 5); Á quân chương trình Gương mặt thân quen (mùa 3) và Quán quân chương trình Gương mặt thân quen (mùa 7).
2. Ca sĩ Lâm Bảo Ngọc (sinh 1996): Quê thị trấn Quỹ Nhất. Á quân cuộc thi Sao Mai điểm hẹn 2017; Á quân cuộc thi Giọng hát Việt 2019 (mùa 6). Năm 2019 cô đã trở thành 1 hiện tượng có sức lan truyền nhanh trên mạng xã hội toàn quốc sau màn thể hiện đầy thành công ca khúc " If " của Vũ Cát Tường tại vòng giấu mặt cuộc thi Giọng hát Việt mùa 6, và sau nhiều vòng thi cô đã xuất sắc giành ngôi vị Á quân.

#### Thể thao
1. Đinh Thị Bích (sinh 1997): Quê xã Hoàng Nam, vận động viên điền kinh Quốc gia đã xuất sắc mang về tấm HCV nội dung chạy 800m nữ cho đoàn thể thao Việt Nam tại SEA Games 30 năm 2019.[14]

## Làng nghề
Huyện Nghĩa Hưng có khá nhiều làng nghề thủ công truyền thống, làng có nghề. Giá trị các làng nghề và nhóm nghề trong huyện tuy không quá lớn nhưng cũng giải quyết được nhiều việc làm tại địa phương. Với lợi thế là huyện ven biển rất thuận lợi cho việc hình thành các làng nghề như dệt cói, làm chiếu, vận tải thủy, nuôi trồng chế biến thủy hải sản... Ngoài ra, huyện còn có các nghề thủ công như mây tre đan, làm nón, chế biến thực phẩm. Các làng nghề, làng có nghề, nghề phụ tại huyện:
- Làng nghề nón Đào Khê (Nghĩa Châu).
- Có nghề mây tre đan ở thị trấn Quỹ Nhất.
- Làng nghề dệt chiếu Liêu Hải (Nghĩa Trung).
- Nghề làm nón Phù Sa, Hưng Thịnh (Hoàng Nam).
- Nghề đóng tàu, vận tải thủy Quần Liêu (Nghĩa Sơn).
- Làng đan cói Đồng Nam (Nghĩa Lợi).
- Làm mắm, nghề cá Ngọc Lâm (Nghĩa Hải).
- Nghề dệt chiếu Tân Liêu (Nghĩa Sơn).
- Một số ít có nghề thợ mộc ở Đồng Thịnh.
- Nghề làm miến ở Nghĩa Lâm.
- Làm muối ở thị trấn Rạng Đông.
- Nghề nặn tò he ở thôn Hà Dương (Hoàng Nam).